# Эстонка (Новосибирская область)
Эсто́нка — деревня в Болотнинском районе Новосибирской области. Входит в состав Ояшинского сельсовета.

## География
Площадь деревни — 31 гектар.

## История
Деревня образована в 1935 году путём укрупнения и сселения мелких эстонских и немецких хуторов в один населённый пункт.

## Население
| 2002 | 2007 | 2010 |
| ---- | ---- | ---- |
| 64   | ↗77  | ↘68  |

## Инфраструктура
В деревне по данным на 2007 год функционируют 1 учреждение здравоохранения, 1 образовательное учреждение.